# Michael Stewart (polityk)
Michael Stewart, właśc. Robert Michael Maitland Stewart, baron Stewart of Fulham CH (ur. 6 listopada 1906 w Bromley, zm. 13 marca 1990 w Londynie) – brytyjski polityk, członek Partii Pracy, minister w rządach Clementa Attleego i Harolda Wilsona.
Był synem pisarza i wykładowcy Roberta Wallace’a Stewarta oraz Evy Blaxley. Wykształcenie odebrał w Brownhill Road Elementary School w Catford, w Christ’s Hospital oraz w St. John’s College na Uniwersytecie Oksfordzkim, gdzie w 1929 r. uzyskał dyplom z filozofii. Na studiach był przewodniczącym Oxford Union, od 1929 r. był członkiem St John’s Labour Club. W 1931 r. został urzędnikiem na Dworze Królewskim. Przez krótki czas pracował w sekretariacie Ligi Narodów. Później rozpoczął pracę nauczyciela, najpierw w Merchant Taylors' School w Londynie, potem w Coopers' Company's School w Mile End, aż wreszcie we Frome.
Podczas II wojny światowej Stewart służył na Bliskim Wschodzie. W 1942 r. rozpoczął pracę w Intelligence Corps. W 1943 r. został przeniesiony do Arminego Korpusu Edukacyjnego. W 1944 r. został awansowany do stopnia kapitana. 26 lipca 1941 r. poślubił Mary Birkinshaw, nie miał z nią dzieci.
W 1931 r. Stewart wystartował w wyborach do Izby Gmin w okręgu Lewisham West, ale bez powodzenia. Drugą próbę podjął w 1935 r., ale ponownie nie uzyskał mandatu. Niepowodzeniem zakończył się również start w wyborach uzupełniających w okręgu Fulham East w 1936 r. Dopiero w 1945 r. uzyskał mandat parlamentarny z okręgu Fulham East. Okręg ten reprezentował do 1955 r. Od tamtej pory reprezentował okręg wyborczy Fulham.
Wkrótce po pierwszych wybranych wyborach został Lordem Skarbu. W 1946 r. został Kontrolerem Dworu Królewskiego. Następnie objął stanowisko Wiceszambelana Dworu Królewskiego. W latach 1947–1951 był podekretarzem stanu w ministerstwie wojny. Od maja do października 1951 r. był parlamentarnym sekretarzem w ministerstwie zaopatrzenia. W 1955 r. został ministrem edukacji w laburzystowskim gabinecie cieni. W latach 1959–1964 był opozycyjnym ministrem budnownictwa i samorządu lokalnego. W 1952 r. został dyrektorem Fabian Summer School, a w 1954 r. jej wykładowcą.
Po wyborczym zwycięstwie Partii Pracy w 1964 r. Stewart został ministrem edukacji i nauki. W 1965 r. objął tekę ministra spraw zagranicznych. W latach 1966–1968 był pierwszym sekretarzem stanu. Równocześnie był do 1967 r. ministrem spraw ekonomicznych. W 1968 r. ponownie został ministrem spraw zagranicznych i piastował ten urząd do wyborczej porażki laburzystów w 1970 r.
Stewart należał do proeuropejskiej grupy w Partii Pracy. W czerwcu 1970 r. przewodniczył laburzystowskiej delegacji do Rady Europy. Przewodniczył również (razem z George’em Brownem i Royem Jenkinsem) Laburzystowskiej Komisji ds. Europy. W latach 1975–1976 był posłem do Parlamentu Europejskiego. Od 1964 r. był członkiem Tajnej Rady. W 1979 r. został kreowany parem dożywotnim jako baron Stewart of Fulham i zasiadł w Izbie Lordów.